# Una stagione da ricordare
Una stagione da ricordare (The Miracle Season) è un film del 2018 diretto da Sean McNamara, basato sulla reale vicenda della squadra femminile di pallavolo dell'Iowa City West High School a seguito dell’improvvisa scomparsa del loro capitano Caroline Found il 17 agosto 2011.

## Trama
Il film narra la storia realmente accaduta della squadra di pallavolo della Iowa City West High School a seguito della morte del loro capitano, Caroline Found. L'atmosfera che si respira nella squadra è serena, le ragazze hanno appena vinto il campionato dell'anno precedente ma il loro coach vuole tentare l'impresa di vincere per due anni di fila. A seguito di una festa a casa Found, Caroline va a trovare la madre ricoverata in ospedale col motorino. Nel tragitto avrà luogo il fatale incidente. La squadra è a pezzi emotivamente e per qualche tempo non si presenta neppure agli incontri di campionato. Sarà il loro coach a rimotivarle e con una serie di 15 vittorie consecutive, riescono a raggiungere la finale. In quest'ultima gara, le loro avversarie si aggiudicano i primi due set, ma la City West High riesce a pareggiare e si aggiudica il quinto set per 18-16 tra lo stupore, la commozione e le lacrime di tutti i presenti, in particolare del coach e di Kelley, l'amica di Caroline. Il film si conclude con la narrazione della reale vicenda con le foto dei familiari di Caroline e di Caroline stessa.